# Znaki kierunku i miejscowości

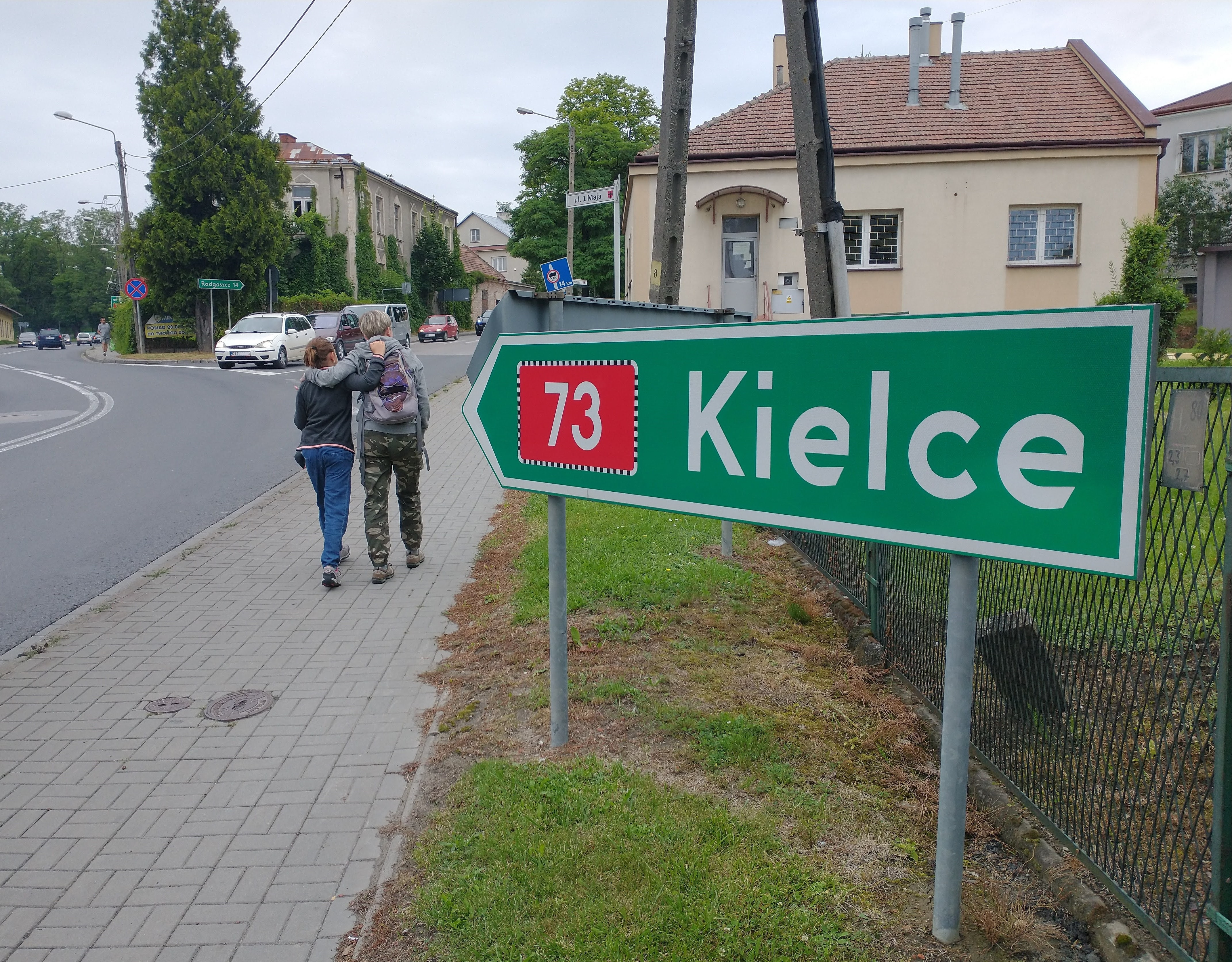
Znak kierunku i miejscowości E-3 „drogowskaz w kształcie strzały do miejscowości wskazujący numer drogi”

Znaki kierunku i miejscowości – znaki drogowe wyrażające ustalenia organizacji ruchu w postaci drogowskazów wskazujących kierunek gdzie jest dana miejscowość, dzielnica, miejsca publiczne, atrakcje turystyczne i inne miejsca do których można się zorientować, ale głównie prowadzą do innych miast.
W Polsce znaki kierunku i miejscowości są określone przez Rozporządzenie w sprawie znaków i sygnałów drogowych (Dz.U. z 2019 r. poz. 2310), a zakres ich stosowania – załącznik nr 1 do Rozporządzenia w sprawie szczegółowych warunków technicznych dla znaków i sygnałów drogowych oraz urządzeń bezpieczeństwa ruchu drogowego i warunków ich umieszczania na drogach (Dz.U. z 2016 r. poz. 2311). Mają kształt prostokąta z zielonym i niebieskim tłem (te które dotyczą autostrad) z białymi napisami lub przedstawiają znaki drogowe w danym kierunku. W całej Europie stosowany jest jednolity system symboli zgodny z Konwencją wiedeńską o znakach i sygnałach drogowych z 1968 r. (Dz.U. z 1988 r. nr 5, poz. 42).
Od lat 30. do 1 kwietnia 1975 roku tablice drogowskazowe miały kształt żółtego prostokąta z czarnym obramowaniem i napisami. Tego samego dnia wprowadzono drogowskazy do miejscowości w formie strzały, nie zawierające odległości w kilometrach oraz tablice kierujące do miejscowości za pomocą strzałek (obecny znak E-2a). Do 30 czerwca 1981 roku obowiązywał okres przejściowy, związany z wymianą oznakowania.
Znaki E-15e (numer drogi wojewódzkiej o dopuszczalnym nacisku osi pojazdu do 10 t), E-15f (numer drogi krajowej o dopuszczalnym nacisku osi pojazdu do 10 t), E-15g (numer drogi krajowej o dopuszczalnym nacisku osi pojazdu do 8 t) i E-15h (numer drogi wojewódzkiej o dopuszczalnym nacisku osi pojazdu do 11,5 t), pomimo unieważnienia na mocy przepisów wchodzących w życie w marcu 2021 roku, wciąż znajdują się przy niektórych drogach (np. wielkopolski odcinek DK24). Mogą nadal pełnić swoje funkcje do momentu zmiany organizacji ruchu, przewidującej wymianę znaków.

## Opisy znaków
| znak | informacja                                                           |
| ---- | -------------------------------------------------------------------- |
|      | E-1: tablica przed trzyramiennym skrzyżowaniem dróg międzynarodowych |
|      | E-1: tablica przed trzyramiennym skrzyżowaniem dróg krajowych        |
|      | E-1: tablica przed skrzyżowaniem o ruchu okrężnym                    |
|      | E-1: tablica podająca informację lokalną                             |

| znak | informacja |
| ---- | --- |
|      | E-1a I: tablica na autostradzie przed skrzyżowaniem z drogą krajową (umieszczana w odległości 1500 m przed początkiem pasa wyłączania) |

| znak | informacja                                                                                            |
| ---- | --- |
|      | E-1b: tablica przed węzłem, na którym rozpoczyna się droga ekspresowa i następuje wjazd na autostradę |

| znak | informacja                                                                    |
| ---- | ----------------------------------------------------------------------------- |
|      | E-2a: drogowskaz na skrzyżowaniach typu „Y”                                   |
|      | E-2a: drogowskaz z nazwami dwóch miejscowości kierunkowych na jednym kierunku |

| znak | informacja |
| ---- | --- |
|      | E-3a: drogowskaz w kształcie strzały do miejscowości wskazujący numer drogi – wersja z dwiema miejscowościami kierunkowymi |

| znak | informacja                                                               |
| ---- | ------------------------------------------------------------------------ |
|      | E-14: tablica szlaku drogowego z nazwami dwóch miejscowości kierunkowych |

| znak | informacja                                                                                            |
| ---- | --- |
|      | E-20a: tablica węzła drogowego na autostradzie z nazwą i oznaczeniem węzła                            |
|      | E-20a: tablica węzła drogowego z nazwą i oznaczeniem węzła – wersja stosowana na drogach ekspresowych |